# Jedini moj
Jedini moj è un singolo della cantante croata Maja Blagdan, pubblicato nel 1993 attraverso l'etichetta discografica Croatia Records e incluso nell'album di debutto della cantante, Vino i gitare. La canzone è stata scritta e composta da Zrinko Tutić. Jedini moj è stata pubblicata su un 45 giri insieme a Santa Maria.

## Tracce
45 giri
1. Jedini moj – 3:00
2. Santa Maria – 4:12